# Liste der Bodendenkmale in Dorfhain
In der Liste der Bodendenkmale in Dorfhain sind die Bodendenkmale der Gemeinde Dorfhain nach dem Stand der Auflistung von Harald Quietzsch und Heinz Jacob aus dem Jahr 1982 aufgelistet. Eventuelle Änderungen und Ergänzungen, insbesondere aus der Zeit nach der Wende, sind nicht berücksichtigt, da für Sachsen aktuell keine neueren allgemein zugänglichen Bodendenkmallisten vorliegen. Die Baudenkmale sind in der Liste der Kulturdenkmale in Dorfhain aufgeführt.
| Denkmal-ID | Fundart          | Ortsteil | Bezeichnung | Zeitstellung    | Lage                                                                     | Bemerkungen                                                         | Bild |
| ---------- | ---------------- | -------- | ----------- | --------------- | ------------------------------------------------------------------------ | ------------------------------------------------------------------- | ---- |
| ?          | besonderer Stein | Dorfhain | Steinkreuz  | Spätmittelalter | nördliche Ortsmitte von Großdorfhain, westsüdwestlich an der Schulstraße | eingeritzte Jahreszahlen sind jünger, Schutz seit 5. September 1972 |      |